# Азійський трионікс Лейта
Азійський трионікс Лейта (Nilssonia leithii) — вид черепах з роду азійський трионікс родини трикігтеві черепахи. Інша назва «нагпурська м'якопанцирна черепаха».

## Опис
Загальна довжина карапаксу коливається від 49 до 63 см. Голова велика, товста. Морда трохи загострена. Панцир має овальну форму. Кінцівки досить потужні, наділені плавальними перетинками.
Забарвлення карапаксу оливкове з жовтими хвилястими лініями. У молодих особин є 4—6 цяток з темним центром та світлим краєм, але з віком вони зникають й карапакс темнішає від сірого кольору до оливкового. У молодих черепах також зеленіша голова з темними поздовжніми смугами, що тягнуться від заочноямкової області до шиї. Від цих смуг у боки від голови відходять 2—3 пари чорних ліній. У кутку рота може бути жовта пляма. Зовнішня поверхня кінцівок зелена, внутрішня — кремового кольору.

## Спосіб життя
Полюбляє дрібні водойми з мулистим дном. Живиться равликами, червами, крабами, рибою, креветками, пуголовками, рослинами.
В рік самка робить 2 кладки у червні й січні — до 15 яєць. Яйця круглі, з твердою шкаралупою, діаметром 29,8-31,1 мм.

## Розповсюдження
Мешкає у басейні річок Бхавані, Годаварі і Мойер в Індії.